# Гриньки (Кременецький район)
Гриньки́ — село в Україні, Тернопільська область, Кременецький район, Лановецька громада. До 2020 центр Гриньківської сільської ради, якій були підпорядковані села Грибова та Козачки. Розташоване у долині річки Жердь.
Населення — 264 особи (2001).

## Історія
Перша писемна згадка — 1583 як власність князя Стефана Збаразького.
1 січня 1924 року ліквідовану свого часу Лановецьку волость було відновлено як ґміну Ланівці Кременецького повіту і до неї приєднано вилучене із ґміни Білозірка село Гриньки. 
12 червня 2020 року, відповідно до розпорядження Кабінету Міністрів України № 724-р «Про визначення адміністративних центрів та затвердження територій територіальних громад Тернопільської області» увійшло до складу Лановецької міської громади.
19 липня 2020 року, в результаті адміністративно-територіальної реформи та ліквідації Лановецького району, село увійшло до складу Кременецького району.

## Населення

### Мова
Розподіл населення за рідною мовою за даними перепису 2001 року:
| Мова            | Кількість | Відсоток |
| --------------- | --------- | -------- |
| українська      | 263       | 99.62%   |
| інші/не вказали | 1         | 0.38%    |
| Усього          | 264       | 100%     |

## Пам'ятки
Є церква святого Димитрія (1866; дерев'яна) та каплиця Марії Магдалини (1857).

## Пам'ятники
Споруджено пам'ятник воїнам-односельцям, полеглим у німецько-радянській війні (1967).

## Соціальна сфера
Діють загальноосвітня школа І ступеня, клуб, бібліотека, ФАП.

## Галерея

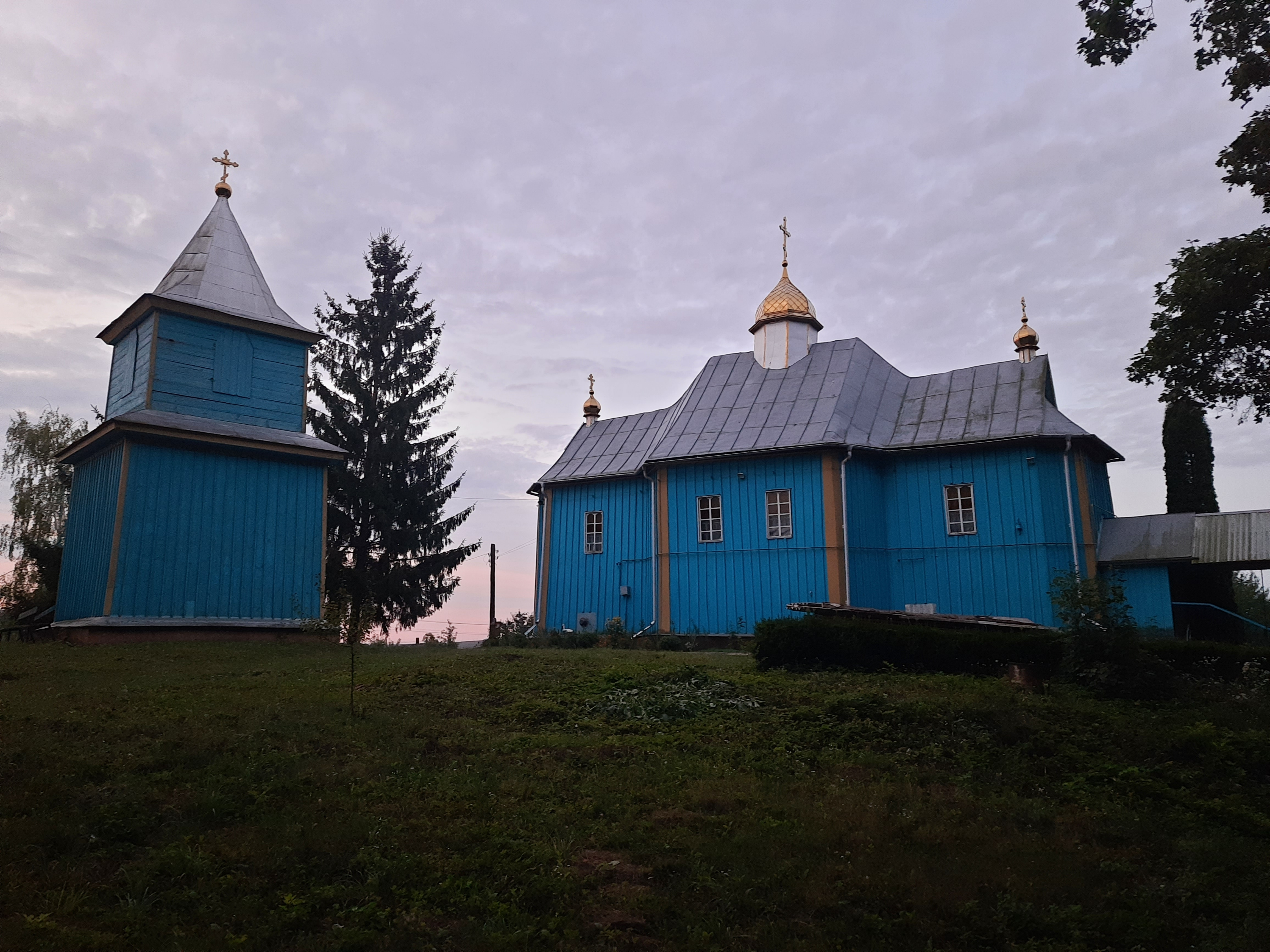
Церква Святого Димитрія
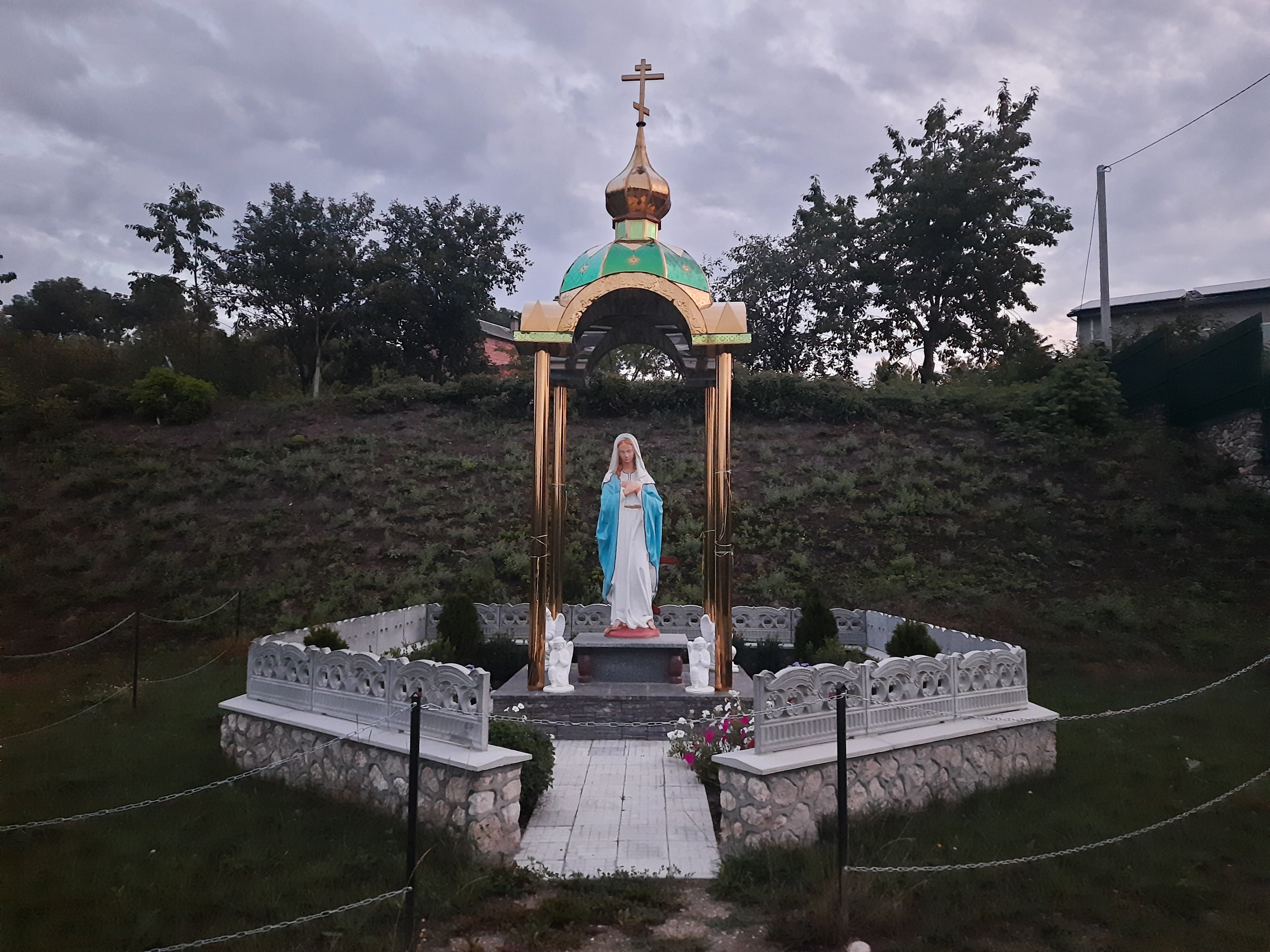
Статуя Божої Матері
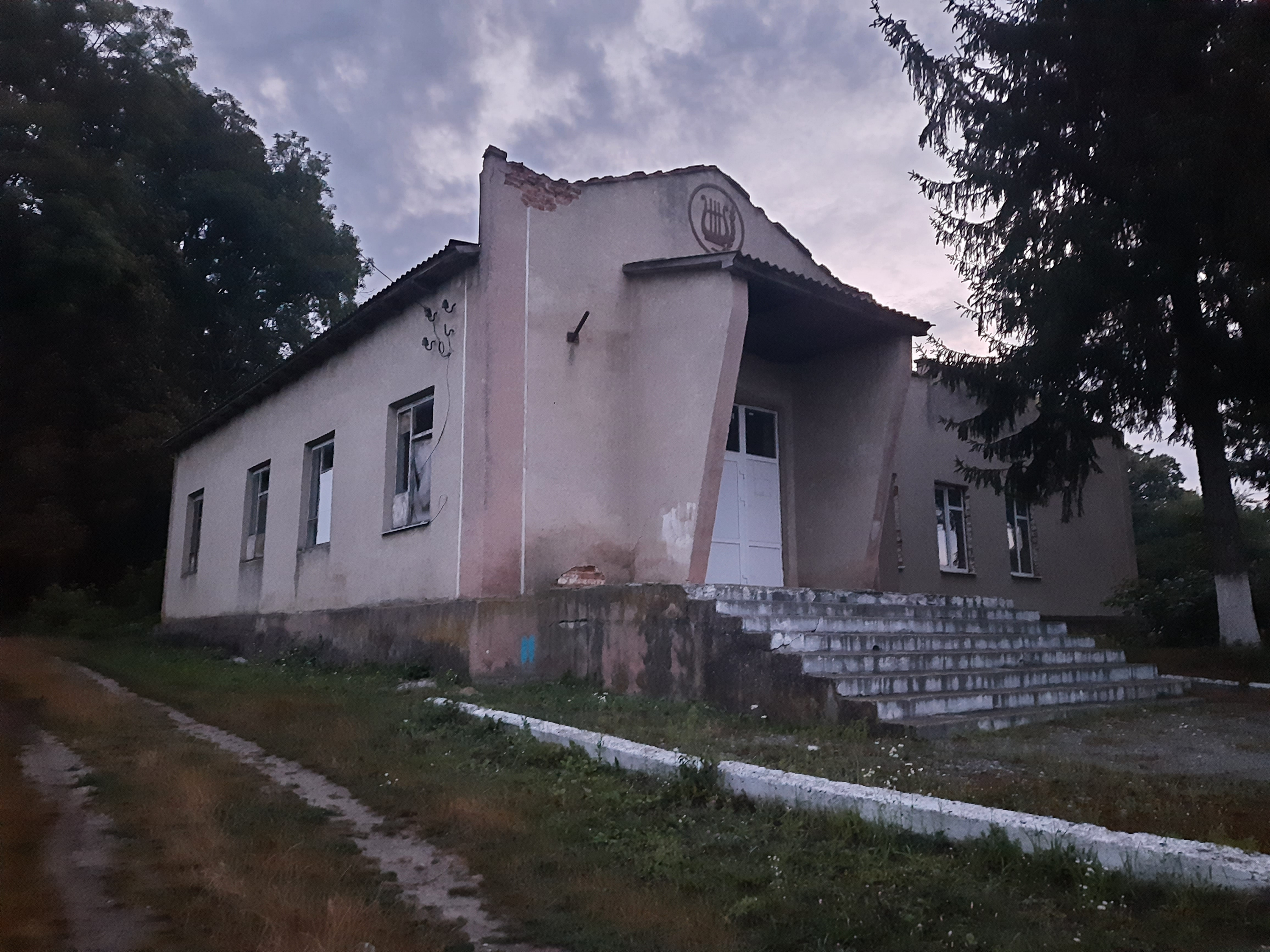
Клуб
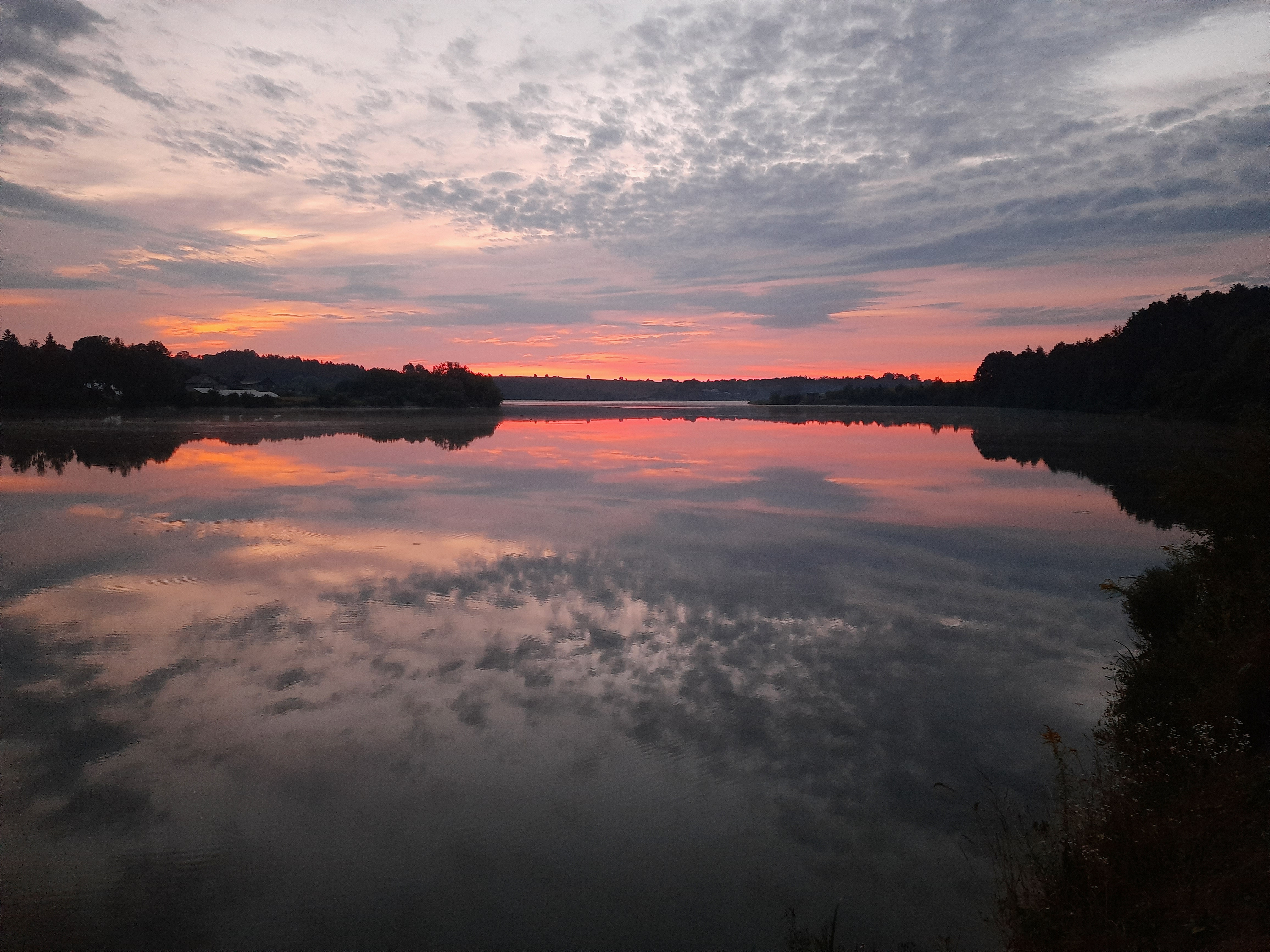
Став біля села